# Акшара Гаасан
Акшара Гаасан (там. அக்சரா ஹாசன், англ. Akshara Haasan; нар. 12 жовтня 1991, Ченнаї, Тамілнад, Індія) — індійська кіноакторка та режисерка.

## Життєпис
Акшара Гаасан народилася 12 жовтня 1991 року в місті Ченнаї штат Тамілнад, у акторській родині Камала Гаасан та Саріки Такур. Її батько за походженням таміл, мати Саріка магараштрійка. У неї є старша сестра Шруті Гаасан, також акторка.
У шкільні роки Акшара навчалася в «Абакус-Монтессорі-Скул» та «Леді Андал» в Ченнаї. Після розлучення батьків у 2002 році Акшара переїхала з матір'ю в Мумбаї, де закінчила школу «Beacon High» в Мумбаї та школу-інтернат «Indus International School» в Бенґалуру.
Як акторка дебютувала в кіно у 2015 році, в фільмі режисера Р. Балкі «Шамітаб», у якому зіграв відомий індійський актор Амітаб Баччан.
Працювала в якості асистентки режисера у свого батька в стрічці «Багатоликий».

## Особисте життя
Акшара Гаасан зустрічалась у 2013—2017 роках з індійським актором Тануджем Вірвані, сином відомої індійської акторки Раті Аґніготрі.
Нині мешкає разом з матір'ю в Мумбаї.

## Фільмографія
| Рік  |   | Українська назва                        | Оригінальна назва                    | Роль                |
| ---- | - | --------------------------------------- | ------------------------------------ | ------------------- |
| 2019 | ф | Кадарам Кондан                          | Kadaram Kondan                       | у виробництві       |
| 2018 | ф | Багатоликий                             | Sabaash Naidu                        | асистентка режисера |
| 2017 | ф | На весіллі Лаалі я божеволію від Лаадду | Laali Ki Shaadi Mein Laaddoo Deewana | Лаалі               |
| 2017 | ф | Вівеґам (Розсудливість)                 | Vivegam                              | Наташа              |
| 2015 | ф | Шамітаб                                 | Shamitabh                            | Акшара Пандей       |